# Аск (река у Велсу)
Аск (вел. Afon Wysg, енгл. River Usk) је река у Уједињеном Краљевству, у Велсу. Дуга је 102 km. Улива се у Бристолски залив. 